# Marie Denarnaud

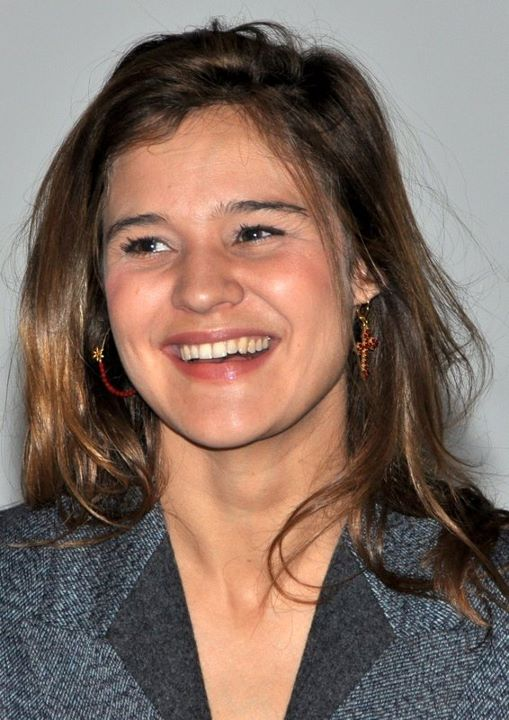
Marie Denarnaud (2011)

Marie Denarnaud (* 30. August 1978 in Frankreich) ist eine französische Schauspielerin.

## Leben
Marie Denarnaud beendete 1999 ihr Schauspielstudium am renommierten Cours Florent in Paris. Anschließend spielte sie Theater und debütierte in dem von Patrick Sébastien inszenierten Drama T’aime an der Seite von Jean-François Balmer und Michel Duchaussoy auf der Leinwand. Das deutschsprachige Publikum konnte sie in Filmproduktionen wie Es brennt in mir, Rivals und Die Liebenden und die Toten sehen.

## Filmografie (Auswahl)
- 2000: T’aime
- 2001: Meine Frau, die Schauspielerin (Ma femme est une actrice)
- 2001: Chaos
- 2003: Es brennt in mir (Les corps impatients)
- 2004: Nuit noire
- 2005: Akoibon
- 2005: Papa
- 2005: Foon
- 2007: Nos retrouvailles
- 2008: Rivals (Les liens du sang)
- 2010: Die Liebenden und die Toten (Les vivants et les morts, Fernsehserie, acht Folgen)
- 2011: Les adoptés
- 2011: Agatha Christie: Mörderische Spiele (Les petits meurtres d’Agatha Christie; Fernsehserie, 1 Folge)
- 2012: Die Mondnacht von Toulon (Les cinq parties du monde)
- 2012: Ouf
- 2014: Une histoire banale
- 2014: Breathe (Respire)
- 2014: Couvre-feu (Fernsehfilm)
- 2014: Mary Higgins Clark: Mysteriöse Verbrechen (Collection Mary Higgins Clark, la reine du suspense; Fernsehserie, Folge: Toi que j’aimais tant)
- 2014: En avant, calme et droit
- 2015: Mystère à la Tour Eiffel (Fernsehfilm)
- 2015: Jailbirds (La taularde)
- 2015: Malaterra (Fernsehserie, 8 Folgen)
- 2016: Marie Curie
- 2016: Profiling Paris (Profilage, Fernsehserie, 1 Folge)
- 2017: Je suis coupable (Fernsehfilm)
- 2017: Paris la blanche
- 2017: Héroïnes (Fernsehserie, 3 Folgen)
- 2017: Diving (Plonger)
- 2017: Die Party ist vorbei (La fête est finie)
- 2018: Alone at My Wedding (Seule à mon mariage)
- 2018: Treat Me Like Fire (Joueurs)
- 2018: Jonas – Vergiss mich nicht (Jonas)
- 2018: Mongeville (Fernsehserie, 1 Folge)
- 2019: La malédiction du volcan (Fernsehfilm)
- 2020: Slalom
- 2020: Im zarten Alter (L’âge tendre) (Kurzfilm)
- seit 2021: HIP: Ermittlerin mit Mords-IQ (HPI – Haut Potentiel Intellectuel, Fernsehserie)
- 2021: Les particules élémentaires (TV-Mehrteiler)
- 2021: L’absente (Fernsehserie, 11 Folgen)
- 2021: Un tout petit souffle (Kurzfilm)
- 2022: Dalva
- 2022: Léas 7 Leben (Les 7 vies de Léa, Fernsehserie, 1 Folge)
- 2022: Die schwarzen Schmetterlinge (Les papillons noirs, Fernsehserie, 6 Folgen, arte)
- 2022: Reprise en main
- 2022: L’île prisonnière (Fernsehserie, 6 Folgen)
- 2023: All eure Gesichter (Je verrai toujours vos visages)